# Sarduri II.
Sarduri II. je bil kralj Urartuja, ki je vladal od leta 764 pr. n. št. do leta 735 pr. n. št. Na prestolu je nasledil svojega očeta Argištija I. Med Sardurijevim vladanjem je Urartsko kraljestvo doseglo svoj vrh. Uspešno se je vojskoval z več sosednjimi kraljestvi, vključno z Asirijo. 

## Vladanje
Sarduri II. je zelo razširil urartsko ozemlje z osvojitvijo severnih pokrajin Kolhide ter Melida in Kumuha v dolini Evfrata. Urartski viri omenjajo pohode Sardurija II. proti kraju, imenovanemu "Babilu", ki de je  včasih istovetil s kasitskimi regijami, ki so bile prej del Babilonskega cesarstva.
Leta 743 pr. n. št. so v bitki nekje pri Kumuhu Asirci pod vodstvom Tiglat-Pileserja III. premagali Sardurija in njegovo protiasirsko koalicijo ter Urartce prisilili na umik čez Evfrat.
Sarduri II. je bil tako prepričan v svojo moč, da je v Tušpi (današnji Van) postavil ogromen zid z naslednjim napisom: 
Veličastni kralj, mogočni kralj, kralj vesolja, kralj dežele Nairi, kralj, ki mu ni enakega, pastir, ki se mu je treba čuditi, ki se ne boji bitke, kralj, ki je ponižal tiste, ki se niso hoteli podrediti njegovi oblasti.
Sardurija II. je morda nasledil njegov sin Rusa I. O tem obstajajo različne teorije, vendar je zadeva zaradi pomanjkanja trdnih dokazov še vedno sporna.
Grad Kayalıdere je ena od pomembnih kontrolnih točk, zgrajenih v času vladavine kralja Sardurija II.

## Pohodi
Odlomka iz napisov Sardurija II., ki ju je leta 1912 v Vanu odkril armenski arheolog Joseph Orbeli: 
Šel sem v deželo Manai, osvojil sem deželo, požgal mesta, oropal podeželje in prebivalstvo izgnal v Biaino. Istega leta so moje čete odšle v državo Eriahini [ali Eriah v Zakavkazju, severno od gore Ararat] in osvojile državo, požigale mesta in ropale po podeželju.
Trditve o osvojitvah, kot je ta, se pojavljajo v več napisih: 
Istega leta sem tretjič šel v Eriahini, požgal mesta, oropal podeželje in prebivalstvo izgnal v Biaino. Zgradil sem utrdbe v Eriahiniju in priključil državo. Bog Khaldi, ki sem ga slavil. Zajel sem ujetnike: 6436 moških sem vzel, 15.553 žensk. Vsega skupaj sem odpeljal [iz njihove države] 21.989 ljudi, nekatere sem ubil, druge sem ujel žive. 1613 konj, 115 kamel, 16.529 glav goveda, 37.685 ovac [sem vzel].